# Lithacodia cupreofusca
Lithacodia cupreofusca là một loài bướm đêm trong họ Noctuidae.